# Bautista Grande
Bautista Grande es una localidad del estado mexicano de Chiapas. Es parte del municipio de Chamula.

## Demografía
| Gráfica de evolución demográfica |
|                                  |

| Censo | Población |
| ----- | --------- |
| 1990  | 1 238     |
| 2000  | 561       |
| 2010  | 684       |
| 2020  | 1 264     |